# Billy Preston

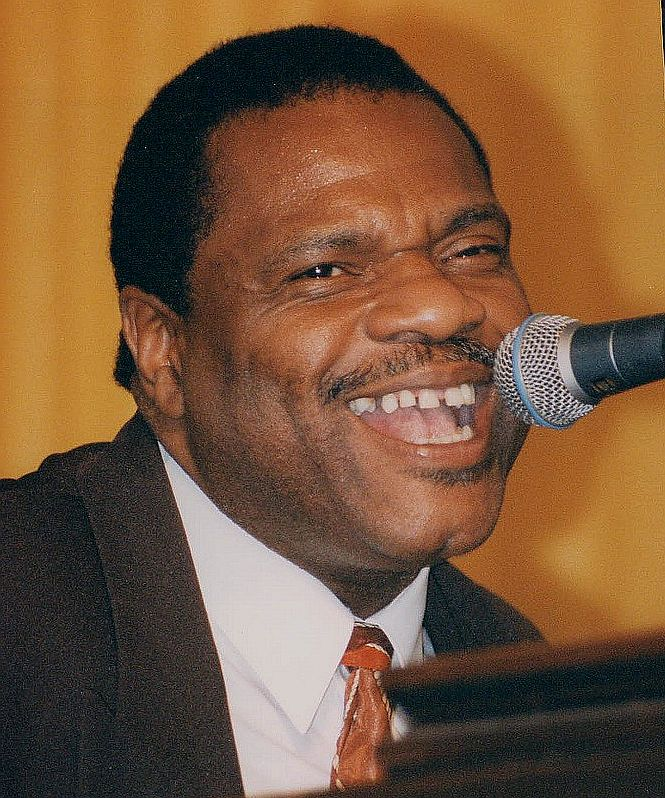
Billy Preston, 1995

William Everett „Billy“ Preston (* 2. September 1946 in Houston; † 6. Juni 2006 in Scottsdale, Arizona) war ein US-amerikanischer Soulmusiker, Sänger, Pianist und Hammond-Orgel-Spieler. Preston begann mit drei Jahren Klavier zu spielen. Er arbeitete mit einigen der Größten in der Musikindustrie zusammen: den Beatles, den Rolling Stones, Little Richard, Ray Charles, George Harrison, Eric Clapton, Bob Dylan, Sam Cooke, Sammy Davis Jr., Sly Stone, Aretha Franklin, den Jackson Five, Quincy Jones, Nat King Cole und den Red Hot Chili Peppers. Wegen seiner Zusammenarbeit mit den Beatles wurde Preston auch als „fünfter Beatle“ bezeichnet.

## Werdegang

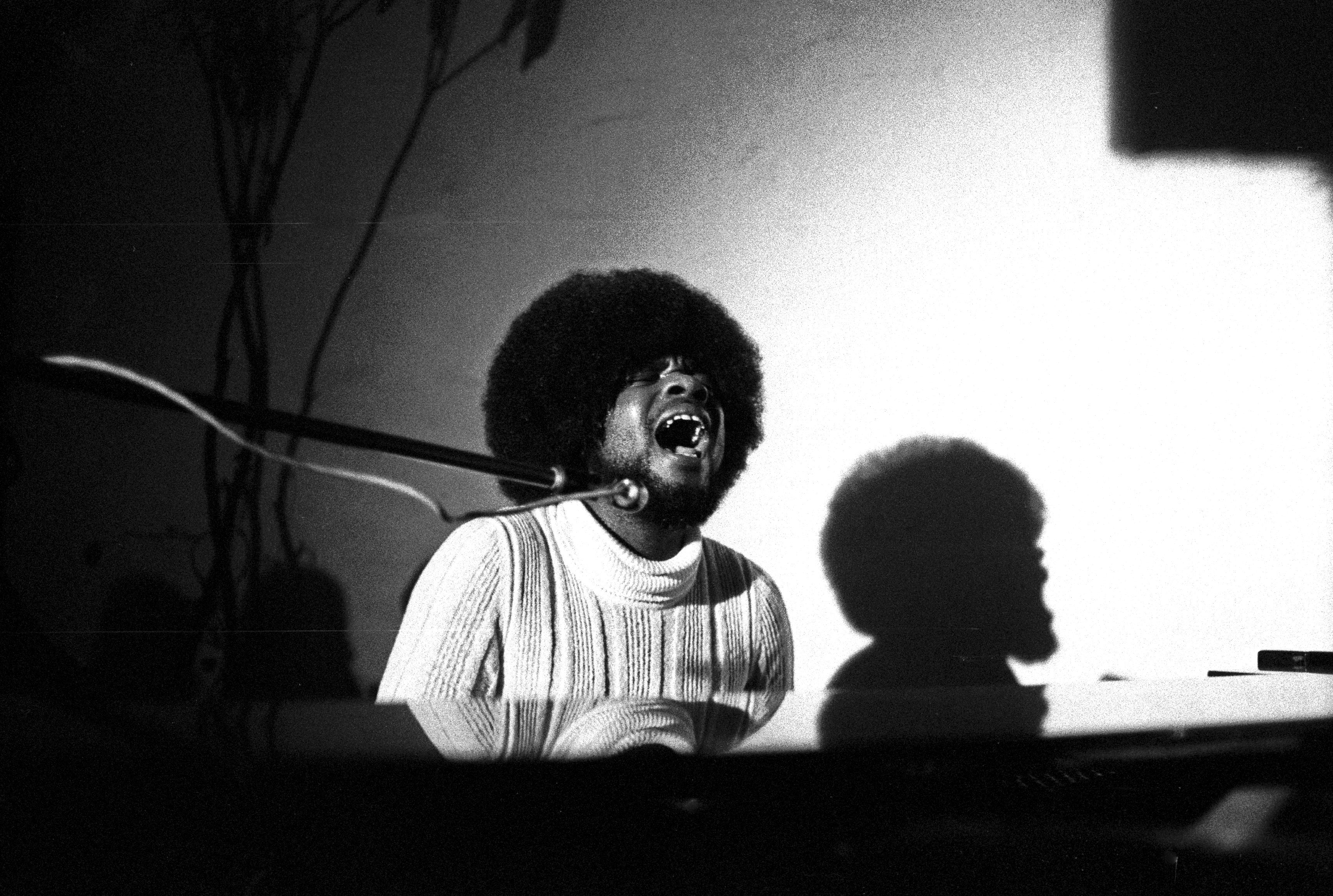
Billy Preston, 1971

Als Kind spielte Preston Kirchenorgel in Los Angeles, wo er in der Grace Memorial Church of God in Christ zunächst die Improvisationen des dortigen Organisten im Anschluss an die Gottesdienste nachspielte und bereits als Zehnjähriger dessen Stelle einnahm. 1956 begleitete er auf dem Klavier Mahalia Jackson in einer Fernsehshow und anschließend auf einer Tournee. In einer Aufnahme aus dem Jahr 1957 ist er als Elfjähriger im Duett mit Nat King Cole zu sehen.
Im Spielfilm St. Louis Blues spielte er 1958 den jungen Blueskomponisten Will Handy.
Im Jahr 1962 kam er mit Little Richard erstmals nach Europa und trat in Hamburg im Star-Club mit den damals noch unbekannten Beatles auf. Danach begleitete er unter anderem Sam Cooke und Ray Charles.
Neben seiner Tätigkeit als Gastmusiker nahm er seit Mitte der 1960er Jahre immer wieder auch eigene Platten auf, von denen sich einige Singles in den Charts platzieren konnten (beispielsweise Will It Go Round in Circles [eine US-Nummer-eins 1973], Nothing from Nothing [eine US-Nummer-eins 1974], With You I’m Born Again [Duett mit Syreeta aus dem Kinofilm Die Chance seines Lebens, 1979]). Zusammen mit Bruce Fischer und Dennis Wilson (Text) schrieb er das elegische You Are So Beautiful, das später von Joe Cocker erfolgreich gecovert wurde. Der Titel gehört zu den am häufigsten gecoverten Liedern der Popmusik.
Der Stil seiner Soloprojekte entwickelte sich im Laufe seiner Karriere. Waren es zunächst von Ray Charles und Gospelmusik inspirierte R&B-Instrumentaltitel, so wandelte er sich in den 1970er Jahren zu einem Interpreten tanzbarer schneller Soulmusik. Seine Duette mit Stevie Wonders Ex-Frau Syreeta Wright waren dagegen langsame Balladen.
Mit den Beatles spielte Preston auf ihren Alben Let It Be und Abbey Road. Beim letzten Auftritt der Beatles auf dem Dach des Apple-Hauses in der Londoner Savile Row spielte er das E-Piano. Die Zusammenarbeit setzte er mit den einzelnen Beatles (außer Paul McCartney) auf ihren Solopfaden fort und nahm 1971 am Konzert für Bangladesch und 2002 am Concert for George in der Royal Albert Hall teil.

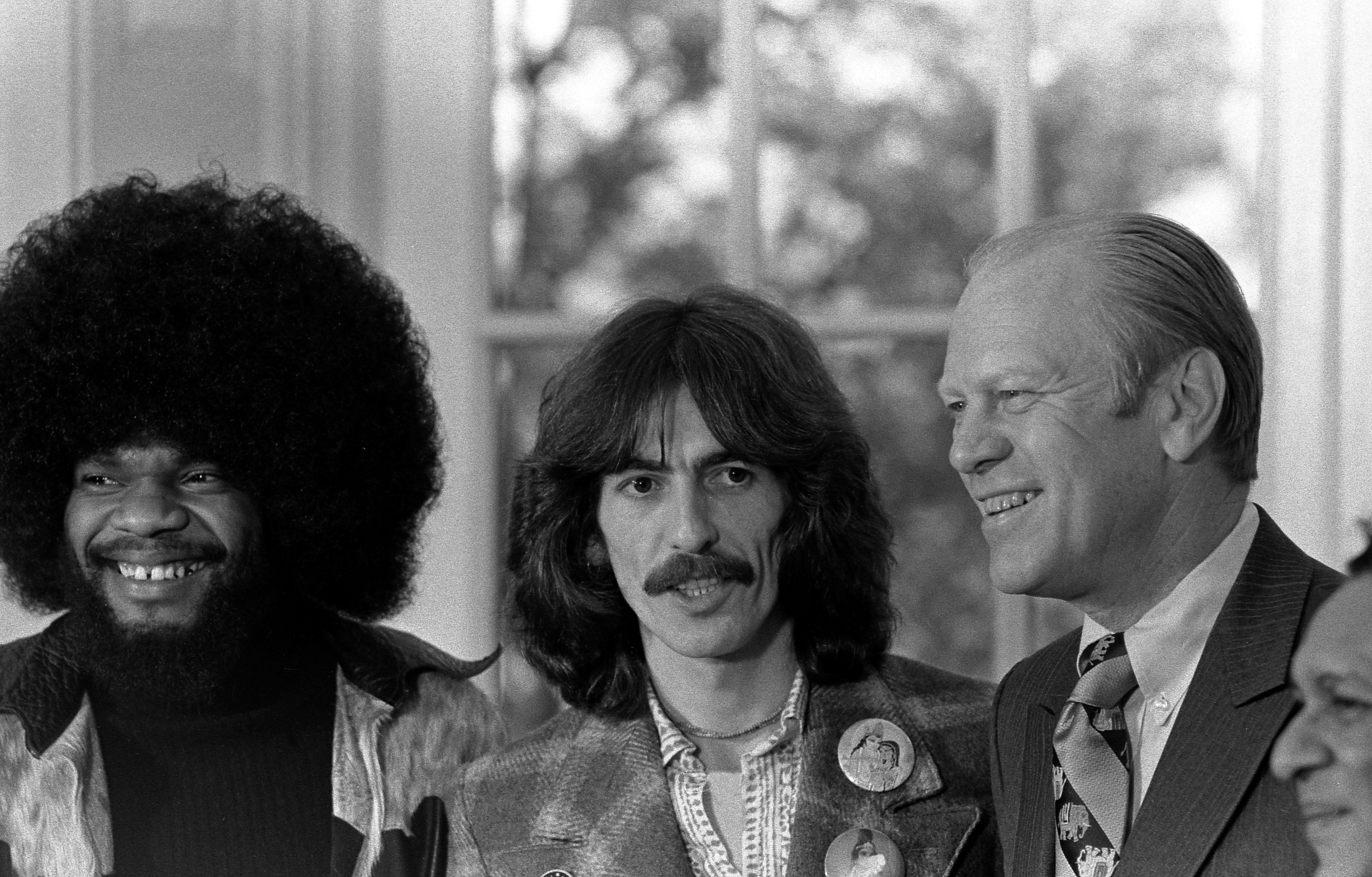
Billy Preston (links) mit George Harrison und US-Präsident Gerald Ford
(rechts) am 13. Dezember 1974

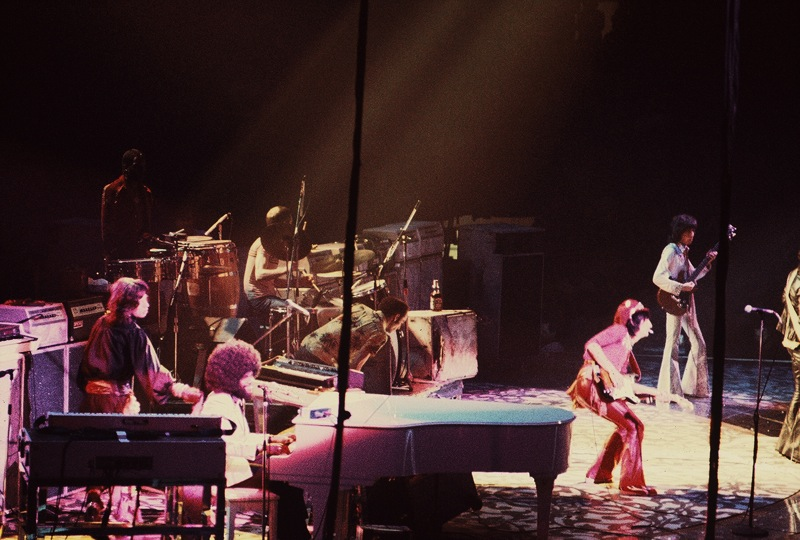
Billy Preston (am Klavier) mit den Rolling Stones, 1975

Bei den Rolling Stones spielte Preston auf den Alben Sticky Fingers, Exile on Main St., Black and Blue und Goats Head Soup als Gastmusiker. Außerdem begleitete er sie als Keyboarder auf der Europatournee 1973, wo er mit Stones-Gitarrist Mick Taylor in der Begleitband im Vorprogramm spielte und auch ein Livealbum aufnahm. In den Rolling-Stones-Konzerten rundete Preston die Darbietungen der Band mit seinen musikalischen Beiträgen kongenial ab. Bei der US-Tournee 1975 und der Europa-Tournee 1976 nahm Preston in der Band einen so prominenten Platz ein, dass seine Hits Nothing from Nothing und Outta-Space im Konzert gespielt wurden. Seine laszive Show gemeinsam mit Mick Jagger sorgte darüber hinaus wegen ihrer homoerotischen Anklänge bei beiden Tourneen für Aufsehen.
Später war Preston nicht mehr bei Projekten der Rolling Stones beteiligt. 2001 spielte er das Clavinet für die Single Just Because von Nikka Costa. Als begleitender Keyboarder und Organist ging er auch mit Eric Clapton regelmäßig auf Tour, so noch zuletzt 2004 bei Claptons Europatournee, die ihn auch nach Deutschland führte. Unter anderem war Preston an den Aufnahmen zu Eric Claptons Projekt Sessions for Robert Johnson beteiligt. Außerdem arbeitete er mit so unterschiedlichen Künstlern wie Aretha Franklin, Sly & the Family Stone oder Bob Dylan zusammen und war auch an der letzten CD von Ray Charles (Genius Loves Company aus dem Jahre 2004) beteiligt.
Der unverwechselbare Stil seines Hammond-Orgel-Spiels, der von virtuosen Glissandi und einfühlsamer Melodieführung geprägt war, machte ihn zu einem begehrten Session-Musiker und wurde 1996 von Joe Cocker mit dem gemeinsamen Album Organic gewürdigt.
Preston wurde 1992 wegen Drogenbesitzes verurteilt und hatte eine Entziehungskur hinter sich gebracht. Seine Gesundheit war durch jahrelangen Missbrauch von Alkohol und anderen Drogen angegriffen, seine Nieren nicht voll funktionsfähig. Daran änderte auch eine Transplantation Anfang der 2000er Jahre nichts. 1997 war er wegen Verstoßes gegen Bewährungsauflagen zu drei Jahren Haft verurteilt worden.
Am 21. November 2005 fiel er infolge hohen Blutdrucks und Komplikationen wie Nierenversagen ins Koma, aus dem er nicht mehr erwachte. Er starb am 6. Juni 2006 im Alter von 59 Jahren. Mit einer seiner letzten Arbeiten ist er auf dem Album Stadium Arcadium der Red Hot Chili Peppers bei dem Song Warlocks zu hören, den er in kritischem Gesundheitszustand aufnahm. Eric Clapton, auf dessen Album The Road to Escondido Preston als letztes mitwirkte, widmete ihm am 6. Juni 2006 bei einem Konzert in Leipzig den Song Back Home mit den Worten „This one is for Billy“.

## Diskografie

### Alben
| Jahr | Titel Musiklabel Katalog-Nr.                  | Höchstplatzierung, Gesamtwochen, AuszeichnungChartplatzierungen (Jahr, Titel, Musiklabel Katalog-Nr., Platzierungen, Wochen, Auszeichnungen, Anmerkungen) | Höchstplatzierung, Gesamtwochen, AuszeichnungChartplatzierungen (Jahr, Titel, Musiklabel Katalog-Nr., Platzierungen, Wochen, Auszeichnungen, Anmerkungen) | Höchstplatzierung, Gesamtwochen, AuszeichnungChartplatzierungen (Jahr, Titel, Musiklabel Katalog-Nr., Platzierungen, Wochen, Auszeichnungen, Anmerkungen) | Höchstplatzierung, Gesamtwochen, AuszeichnungChartplatzierungen (Jahr, Titel, Musiklabel Katalog-Nr., Platzierungen, Wochen, Auszeichnungen, Anmerkungen) | Höchstplatzierung, Gesamtwochen, AuszeichnungChartplatzierungen (Jahr, Titel, Musiklabel Katalog-Nr., Platzierungen, Wochen, Auszeichnungen, Anmerkungen) | Höchstplatzierung, Gesamtwochen, AuszeichnungChartplatzierungen (Jahr, Titel, Musiklabel Katalog-Nr., Platzierungen, Wochen, Auszeichnungen, Anmerkungen) | Anmerkungen                                        |
| Jahr | Titel Musiklabel Katalog-Nr.                  | DE | AT | CH | UK | US | R&B | Anmerkungen                                        |
| ---- | --------------------------------------------- | --- | --- | --- | --- | --- | --- | -------------------------------------------------- |
| 1965 | The Most Exciting Organ Ever Vee-Jay VJS 1123 | — | — | — | — | US143 (3 Wo.)US | R&B5 (7 Wo.)R&B | Erstveröffentlichung: 1965                         |
| 1966 | The Wildest Organ in Town Capitol ST 2532     | — | — | — | — | US118 (6 Wo.)US | R&B9 (8 Wo.)R&B | Erstveröffentlichung: 1966                         |
| 1969 | That’s The Way God Planned It                 | — | — | — | — | US127 (12 Wo.)US | — | Erstveröffentlichung: 1969                         |
| 1970 | Organ Transplant Pickwick SPC 3315            | — | — | — | — | — | — | Erstveröffentlichung: 1970                         |
| 1971 | I Wrote A Simple Song                         | — | — | — | — | US32 (38 Wo.)US | R&B9 (22 Wo.)R&B | Erstveröffentlichung: 1971                         |
| 1971 | Encouraging Words                             | — | — | — | — | — | R&B50 (2 Wo.)R&B | Erstveröffentlichung: 1971                         |
| 1972 | Music Is My Life                              | — | — | — | — | US32 (35 Wo.)US | R&B7 (33 Wo.)R&B | Erstveröffentlichung: 1972                         |
| 1973 | Same / Buddah BDS 7502                        | — | — | — | — | — | — | Erstveröffentlichung: 1973                         |
| 1973 | Everybody Likes Some Kind of Music            | — | — | — | — | US52 (18 Wo.)US | R&B3 (17 Wo.)R&B | Erstveröffentlichung: 1973                         |
| 1974 | Live European Tour                            | — | — | — | — | — | — | Erstveröffentlichung: 1974                         |
| 1974 | The Kids & Me                                 | — | — | — | — | US17 (14 Wo.)US | R&B8 (18 Wo.)R&B | Erstveröffentlichung: 1974                         |
| 1975 | It’s My Pleasure                              | — | — | — | — | US43 (14 Wo.)US | R&B18 (9 Wo.)R&B | Erstveröffentlichung: 1975                         |
| 1977 | A Whole New Thing                             | — | — | — | — | — | R&B49 (5 Wo.)R&B | Erstveröffentlichung: 1977                         |
| 1978 | Behold! Myrrh Records MYR 1070                | — | — | — | — | — | — | Erstveröffentlichung: 1978                         |
| 1980 | Late At Night                                 | — | — | — | — | US49 (18 Wo.)US | R&B73 (2 Wo.)R&B | Erstveröffentlichung: 1980                         |
| 1980 | Universal Love Myrrh Records MYR 1080         | — | — | — | — | — | — | Erstveröffentlichung: 1980                         |
| 1981 | Billy Preston & Syreeta                       | — | — | — | — | US127 (9 Wo.)US | R&B48 (5 Wo.)R&B | Erstveröffentlichung: 1980 Billy Preston & Syreeta |

grau schraffiert: keine Chartdaten aus diesem Jahr verfügbar

### Singles
| Jahr | Titel Album                                         | Höchstplatzierung, Gesamtwochen, AuszeichnungChartplatzierungen (Jahr, Titel, Album, Platzierungen, Wochen, Auszeichnungen, Anmerkungen) | Höchstplatzierung, Gesamtwochen, AuszeichnungChartplatzierungen (Jahr, Titel, Album, Platzierungen, Wochen, Auszeichnungen, Anmerkungen) | Höchstplatzierung, Gesamtwochen, AuszeichnungChartplatzierungen (Jahr, Titel, Album, Platzierungen, Wochen, Auszeichnungen, Anmerkungen) | Höchstplatzierung, Gesamtwochen, AuszeichnungChartplatzierungen (Jahr, Titel, Album, Platzierungen, Wochen, Auszeichnungen, Anmerkungen) | Höchstplatzierung, Gesamtwochen, AuszeichnungChartplatzierungen (Jahr, Titel, Album, Platzierungen, Wochen, Auszeichnungen, Anmerkungen) | Höchstplatzierung, Gesamtwochen, AuszeichnungChartplatzierungen (Jahr, Titel, Album, Platzierungen, Wochen, Auszeichnungen, Anmerkungen) | Anmerkungen                                              |
| Jahr | Titel Album                                         | DE | AT | CH | UK | US | R&B | Anmerkungen                                              |
| ---- | --------------------------------------------------- | --- | --- | --- | --- | --- | --- | -------------------------------------------------------- |
| 1969 | Get Back –                                          | DE1 (14 Wo.)DE | AT1 (12 Wo.)AT | CH1 (11 Wo.)CH | UK1 (13 Wo.)UK | US1 (12 Wo.)US | — | Erstveröffentlichung: 1969 The Beatles mit Billy Preston |
| 1969 | That’s The Way God Planned It                       | — | — | — | UK11 (10 Wo.)UK | US62 (16 Wo.)US | — | Erstveröffentlichung: 1969                               |
| 1969 | Don’t Let Me Down –                                 | — | — | — | — | US35 (4 Wo.)US | — | Erstveröffentlichung: 1969 The Beatles mit Billy Preston |
| 1971 | My Sweet Lord Encouraging Words                     | — | — | — | — | US90 (3 Wo.)US | R&B23 (8 Wo.)R&B | Erstveröffentlichung: 1971                               |
| 1972 | Outa-Space I Wrote a Simple Song                    | — | — | — | UK44 (3 Wo.)UK | US2 Gold · (17 Wo.)US | R&B1 (15 Wo.)R&B | Erstveröffentlichung: 1972                               |
| 1972 | The Bus I Wrote a Simple Song                       | — | — | — | — | — | R&B43 (2 Wo.)R&B | Erstveröffentlichung: 1972                               |
| 1972 | I Wrote a Simple Song                               | — | — | — | — | US77 (5 Wo.)US | — | Erstveröffentlichung: 1972                               |
| 1972 | Slaughter –                                         | — | — | — | — | US50 (8 Wo.)US | R&B17 (10 Wo.)R&B | Erstveröffentlichung: 1972                               |
| 1973 | Will It Go Round In Circles Music Is My Life        | — | — | — | — | US1 Gold · (22 Wo.)US | R&B10 (16 Wo.)R&B | Erstveröffentlichung: 1973                               |
| 1973 | Space Race Everybody Likes Some Kind of Music       | — | — | — | — | US4 Gold · (18 Wo.)US | R&B1 (15 Wo.)R&B | Erstveröffentlichung: 1973                               |
| 1973 | You’re So Unique Everybody Likes Some Kind of Music | — | — | — | — | US48 (8 Wo.)US | R&B11 (12 Wo.)R&B | Erstveröffentlichung: 1973                               |
| 1974 | Nothing from Nothing The Kids & Me                  | — | — | — | — | US1 Gold · (18 Wo.)US | R&B8 (17 Wo.)R&B | Erstveröffentlichung: 1974                               |
| 1974 | Struttin’ The Kids & Me                             | — | — | — | — | US22 (10 Wo.)US | R&B11 (14 Wo.)R&B | Erstveröffentlichung: 1974                               |
| 1975 | Fancy Lady It’s My Pleasure                         | — | — | — | — | US71 (4 Wo.)US | R&B23 (10 Wo.)R&B | Erstveröffentlichung: 1975                               |
| 1975 | Do It While You Can It’s My Pleasure                | — | — | — | — | — | R&B58 (7 Wo.)R&B | Erstveröffentlichung: 1975                               |
| 1976 | Get Back [1976] –                                   | — | — | — | UK28 (5 Wo.)UK | US86 (2 Wo.)US | — | Erstveröffentlichung: 1976 in USA erst 1978 platziert    |
| 1977 | I’ve Got The Spirit/Do What You Want Billy Preston  | — | — | — | — | — | R&B48 (7 Wo.)R&B | Erstveröffentlichung: 1977                               |
| 1977 | Girl Billy Preston                                  | — | — | — | — | — | R&B44 (12 Wo.)R&B | Erstveröffentlichung: 1977                               |
| 1977 | Wide Stride A Whole New Thing                       | — | — | — | — | — | R&B33 (13 Wo.)R&B | Erstveröffentlichung: 1977                               |
| 1978 | I’m Really Gonna Miss You A Whole New Thing         | — | — | — | — | — | R&B59 (9 Wo.)R&B | Erstveröffentlichung: 1978                               |
| 1979 | With You I’m Born Again Late at Night               | — | — | — | UK2 Silber · (11 Wo.)UK | US4 (29 Wo.)US | R&B86 (3 Wo.)R&B | Erstveröffentlichung: 1979 Billy Preston und Syreeta     |
| 1980 | It Will Come In Time Late at Night                  | — | — | — | UK47 (4 Wo.)UK | — | — | Erstveröffentlichung: 1980 Billy Preston und Syreeta     |
| 1980 | One More Time For Love –                            | — | — | — | — | US52 (10 Wo.)US | R&B72 (7 Wo.)R&B | Erstveröffentlichung: 1980 Billy Preston und Syreeta     |
| 1982 | I’m Never Gonna Say Goodbye Pressin’ On             | — | — | — | — | US88 (3 Wo.)US | R&B64 (9 Wo.)R&B | Erstveröffentlichung: 1982                               |

grau schraffiert: keine Chartdaten aus diesem Jahr verfügbar

### Nachrufe
- „Billy Preston, 59, Soul Musician, Is Dead; Renowned Keyboardist and Collaborator“ In: New York Times vom 7. Juni 2006
- „Der Mann an den Tasten“ In: taz vom 8. Juni 2006.

### Musikbeispiele
- Billy Preston: Will It Go Round in Circles (The Midnight Special, 1973) auf YouTube
- Billy Preston & Buddy Miles: My Sweet Lord (The Midnight Special, 1973) auf YouTube
- Billy Preston: Nothing from Nothing (TopPop, 1974) auf YouTube
- Billy Preston: Outa Space (Instrumental) auf YouTube